# Borneo selvaggio
Borneo selvaggio (East of Borneo) è un film del 1931 diretto da George Melford.

## Trama
Dopo un lungo e pericoloso viaggio, Linda Randolph arriva a Marudu, un piccolo regno del Borneo, dove, con il nome di dottor Clark, lavora suo marito Allan come medico del principe locale. Dedito al bere e amareggiato dalla vita, Allan crede che, qualche anno prima, la moglie lo abbia tradito. Hashin, il principe di Marudu, sotto una patina di educazione occidentale (ha studiato anche alla Sorbona), nasconde una natura crudele che lo porta ad assistere alla morte dei suoi nemici sbranati dai coccodrilli. Incapricciato di Linda, vuole prendersi la donna che trova aiuto nel marito che si ammorbidisce nei suoi confronti e l'aiuta nella fuga. Nella notte, Hashin li sorprende e decide di lasciare, la mattina dopo, il medico ai coccodrilli. Ma Linda gli spara e, come racconta una profezia che prevede la fine di Marudu alla morte di Hashin, il vulcano dell'isola comincia a eruttare lava. Allan e Linda riescono a fuggire, lasciando Hashin alla sua sorte.

## Produzione
Il film fu prodotto dall'Universal Pictures. Secondo fonti contemporanee, il film era conosciuto anche con i titoli Ourang e White Captive.
Venne girato agli Universal Studios al 100 di Universal City Plaza, a Universal City. La produzione iniziò a Sumastra e a Shanghai con un cast tecnico equipaggiato per le riprese sonore.

## Distribuzione
Distribuito dalla Universal Pictures, il film - presentato da Carl Laemmle - uscì nelle sale cinematografiche USA il 1º agosto 1931.